# Satelitní galaxie

Galaxie Mléčná dráha a systém satelitních galaxií, které jsou k ní vázány gravitační silou.

Satelitní galaxie je obecné pojmenování galaxie, která obíhá díky gravitační přitažlivosti větší galaxie. Jestliže mají dvě obíhající galaxie přibližně stejnou velikost, tvoří binární systém.
Galaxie, které se navzájem setkávají, mohou kolidovat (sloučit se, vytrhnout se od sebe navzájem atp.). V takových případech je obtížné určit, kde jedna galaxie končí a druhá začíná. Srážky mezi galaxiemi nemusí nezbytně znamenat kolizi mezi objekty uvnitř nich (hvězdy, planety, mlhoviny).